# Свуци ме до голе коже
Свуци ме до голе коже је дебитантски студијски албум српског фолк певача Топалка, издат 2010. године за  Гранд продакшн. На албуму су радили Пеђа Јовановић и његов брат Ненад, као и Предраг Живковић Тозовац и оркестар Александра Софронијевића. Поред Ненада и Пеђе, пратеће вокале певала је и Ксенија Милошевић, која је свирала виолину на две песме. Песма Зорице, Зоро моја је изворна народна песма. Албум је у Народној библиотеци Србије заведен под називом О свему ми причај ти, што је назив првог сингла, али не и албума. Објављен је у тиражу од 150 хиљада примерака, и био је један од тиражнијих албума Звезди Гранда.

## Списак песама
| №  | Назив                 | Текст               | Музика                      | Трајање |  |
| 1. | О свему ми причај ти  | Јована Радосављевић | Ненад Близанац              |         |  |
| 2. | Свуци ме до голе коже | Топалко             | Топалко                     |         |  |
| 3. | Капија                | Јована Радосављевић | Ненад Близанац              |         |  |
| 4. | Чему се то више надам | Јована Радосављевић | Ненад Близанац              |         |  |
| 5. | Ноћи црне             | Ненад Близанац      | Ненад Близанац              |         |  |
| 6. | Завет                 | Сања Арсић          | Пеђа Јовановић (фолк певач) |         |  |
| 7. | Тражићу љубав нову    | Злата Јовановић     | Предраг Живковић Тозовац    |         |  |
| 8. | Пукни зоро            | Тома Маринковић     | Тома Маринковић             |         |  |
| 9. | Зорице, зоро моја     | традиционал         | традиционал                 |         |  |